# AMC 35
Der AMC 35 war ein leichter Kampfpanzer der französischen Streitkräfte in der Zeit vor, in und nach dem Zweiten Weltkrieg. Bis auf die Motorleistung war er dem deutschen Panzer III durchaus ebenbürtig.

## Vorgeschichte
In den Jahren 1922/1923 wurde ein neues Aufklärungsfahrzeug gefordert, das geländegängiger und schneller als die im Ersten Weltkrieg eingesetzten Fahrzeuge sein sollte. Nach seiner Fertigstellung erhielt der Prototyp die Bezeichnung „Auto Mitrailleuse de Cavalerie“. Ohne größeren Erfolg wurden danach noch etliche Fahrzeugtypen erprobt, bis 1931 die Forderung nach drei verschiedenen Kavalleriefahrzeugen gestellt wurde:
- Découverte = Entdeckung;
- Combat = Kampf;
- Reconnaissance = Aufklärung

AMD „Auto Mitrailleuse de Découverte“ (dem entsprach der Panhard 178)
AMC „Auto Mitrailleuse de Combat“ (siehe AMC 35)
AMR „Auto Mitrailleuse de Reconnaisance“

## Produktion
Renault baute 1933 einen ersten Prototyp, um der geforderten Klassifizierung nach einem AMC (Auto-Mitrailleuse de Combat) zu entsprechen (etwa „selbstfahrendes Kampf-Maschinengewehr“; siehe auch Mitrailleuse – im französischsprachigen Raum ein Synonym für Maschinengewehr), wobei diese Bezeichnung nicht den tatsächlichen Gegebenheiten entsprach, da es alle notwendigen Merkmale eines Kampfpanzers aufwies. Die in das Fahrzeug gesetzten Erwartungen konnten bei der Erprobung nicht erfüllt werden, so dass ein zweiter Prototyp mit einer Vorserie von zwölf Stück unter der Bezeichnung „AMC 34 Renault YR“ hergestellt werden musste. Diese Fahrzeuge wurden ursprünglich mit dem Turm des Renault FT (ausgestattet mit einer 37-mm-Kanone) ausgerüstet; dieser wurde später durch den APX-2-Turm ersetzt. Dabei handelte es sich bereits um einen Zweimannturm, wodurch die Aufgabe für den Kommandanten wesentlich erleichtert wurde, da dieser nicht auch noch die Kanone bedienen musste. Die Bewaffnung dieses Fahrzeuges bestand zunächst aus einer 47-mm-Kanone und einem achsparallel eingebauten 7,5-mm-Maschinengewehr, später aus einer 25-mm-Kanone. Dieser Panzer erfüllte aber die Anforderungen der Ausschreibung nicht mehr.
Renault baute nunmehr ein neues Fahrzeug, den Renault ACG. Obwohl auch dieser Typ die Anforderungen nicht erfüllte (weder Höchstgeschwindigkeit noch Panzerung noch mechanische Zuverlässigkeit), wurde er als AMC 35 genehmigt. Der Hauptunterschied zum AMC-34 bestand in der verkürzten Wanne, die es ermöglichte, eine kleinere Version des Motors des Char B1 aufzunehmen. Der Turm wurde von zwei Mann bedient, was die Aufgaben des Kommandanten wesentlich erleichterte. Im Turm konnten 250 Schuss für das 25-mm-Hauptgeschütz mitgeführt werden. Die Produktion des Fahrzeugs lief allerdings schleppend an. Zwölf Exemplare wurden nach Belgien abgegeben. Zwar versuchte man bei Ausbruch des Krieges, die Produktion zu beschleunigen, aber dafür war es bereits zu spät. Insgesamt wurden bis Januar 1940 lediglich 50 Serienfahrzeuge dieses Typs von Renault und AMX gefertigt.

## Sonstige technische Daten
- Kletterfähigkeit: 0,61 m
- Grabenüberschreitfähigkeit: 1,83 m
- Steigfähigkeit: 60 %
- Fertigungszahl: 50 Stück
- Laufwerk: fünf Laufrollen mit Schraubenfedern, Triebrad vorn, fünf Stützrollen

## Einsatz von 1935 bis 1940
1937 wurden zwölf Fahrzeuge an Belgien verkauft und dort umgerüstet, 1939 drei weitere. Sie erhielten einen in Belgien umgebauten Turm mit einer 47-mm-Pak und koaxialem 13,2-mm-Maschinengewehr. Die Panzer wurden als „Auto Mitrailleuse de Corps de Cavalerie“ bezeichnet und den Jägern zu Pferde (Chasseurs à Cheval / Jagers te Paard) zugeteilt. In Gefechten gegen deutsche Truppen im Mai 1940 (Westfeldzug) wurden vier von acht noch einsatzfähigen Panzern durch PaK zerstört.

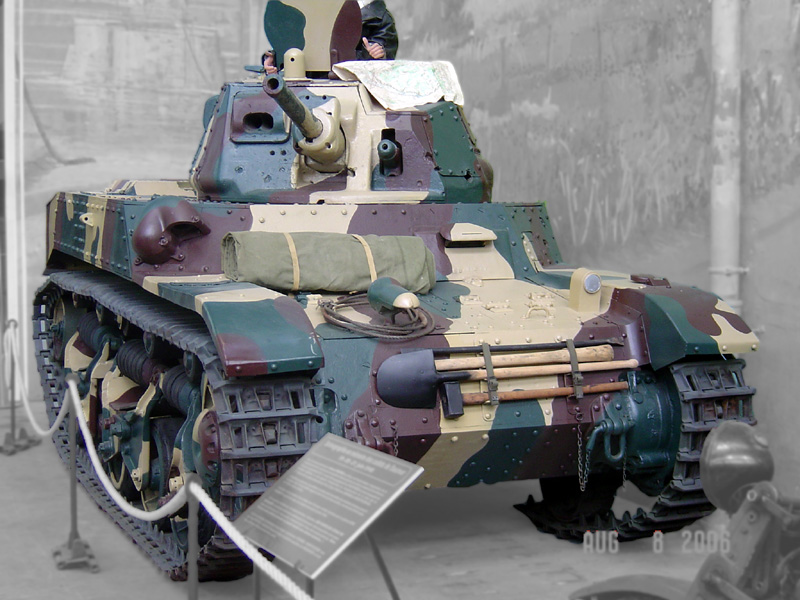
Der AMC 35

Die französischen AMC-35-Panzer waren bei Beginn der Kampfhandlungen im Mai 1940 allesamt nicht einsatzbereit. Einige wenige Fahrzeuge wurde provisorisch kampfbereit gemacht, enttäuschten jedoch im Einsatz insbesondere wegen der geringen Reichweite im Gelände und wegen technischer Mängel.
Nach der Niederlage Frankreichs 1940 übernahmen die Deutschen die noch verwendungsfähigen Fahrzeuge und gliederten sie unter der Bezeichnung Panzerkampfwagen AMC 738 (b) bzw. (f) in die Wehrmacht ein. Sie wurden von den deutschen Besatzungstruppen für Sicherungsaufgaben eingesetzt.
→ siehe auch Beutepanzer